# Kuurne-Bruxelles-Kuurne 2010
La Kuurne-Bruxelles-Kuurne 2010, sessantaquattresima edizione della corsa, valida come prova dell'UCI Europe Tour 2010, fu disputata il 28 febbraio 2010 per un percorso di 194 km. Fu vinta dall'olandese Bobbie Traksel, al traguardo in 4h43'16".
Furono 26 i ciclisti che portarono a termine la gara.

## Ordine d'arrivo (Top 10)
| Pos. | Corridore           | Squadra         | Tempo    |
| ---- | ------------------- | --------------- | -------- |
| 1    | Bobbie Traksel      | Vacansoleil     | 4h43'16" |
| 2    | Rick Flens          | Rabobank        | s.t.     |
| 3    | Ian Stannard        | Sky             | a 2"     |
| 4    | Hayden Roulston     | HTC-Columbia    | a 1'00"  |
| 5    | Dominique Rollin    | Cervélo         | a 2'59"  |
| 6    | Thor Hushovd        | Cervélo         | s.t.     |
| 7    | Sébastien Turgot    | Bouygues Tel.   | a 5'40"  |
| 8    | Davy Commeyne       | Landbouwkrediet | a 5'43"  |
| 9    | Grégory Rast        | RadioShack      | a 5'54"  |
| 10   | Sebastian Langeveld | Rabobank        | a 5'55"  |